# 冰淇淋少女組。
冰淇淋少女組。（日语：アイスクリー娘。），是一個來自於Hello! Project的台灣女子偶像團體。為早安家族首度海外選拔會「早安家族 New Star」的受選拔者所組成，成為早安家族中第一個由台灣籍成員組成的海外團體，於2008年創立、2010年解散。

## 歷史

### 2008年
- 9月21日由台視選秀節目《早安家族New Star》中選出六位合格者。
- 11月8日「早安家族New Star」六位合格者前往日本訓練。
- 11月8日早安少女組。 夜公演觀摩
- 11月9日安倍夏美 夜公演觀摩
- 12月正式宣布團體名稱「冰淇淋少女組。」。
- 12月18日官方部落格成立
- 12月26日正式成軍[1]。

### 2009年
- 1月9日在台灣發行第一張迷你專輯「1st 最棒！」。
- 1月31日在日本發行迷你專輯「1st 最棒！(日本名稱:1st最高!)」。
- 1月31日在Hello! Project日本橫濱演唱會初上台演出。
- 7月7日在中國大陆發行迷你專輯「1st 最棒！」。
- 8月在Hello! Project巡迴演唱會在日本大阪「大阪厚生年金会館」及日本東京「中野サンプラザ」上台演出。

### 2010年
- 10月冰淇淋少女組。的資料在日本Hello! Project的官網被刪除，正式解散。

## 成員
1. 吳思璇（昵称：、喜樂），1988年1月10日生。現暱稱改為唐可玄和Shan，曾參加第一屆超級接班人和第二屆超級星光大道，出道時為冰淇淋少女組。隊長。
2. 鍾安琪（昵称：、安琪），1989年7月23日生。
3. 曾德萍（昵称：、傻白），1991年2月10日生
4. 趙國蓉（テョウ ゴウロウ，昵称：、燈泡)，1992年8月28日生。因為在節目中天然呆的表現被評審蔡康永形容為「接觸不良的燈泡」而得此暱稱。
5. 邱翠玲（昵称：、玲玲、阿翠），1994年1月16日生。
6. 古筠（昵称：、小筠），1996年12月14日生。

## 主要作品

### 迷你專輯
1. 1st 最棒！(2009年1月9日)

### 出演節目

#### 電視節目

##### 2008年
- 早安家族 New Star(~9月21日)
- 日韓音樂瘋(11月28日)

##### 2009年
- 東風娛樂通(1月6日)
- 音樂萬萬歲(1月25日)
- 鑽石夜總會(2月1日)、(2月15日)
- 娛樂百分百(2月7日)、(3月7日)、(3月16日)、(3月23日)
- 歡樂幸運星(2月12日)、(2月16日)
- 挑戰101(2月13日)
- 完全娛樂(2月14日)
- 綜藝大哥大(2月14日)、(2月28日)
- MTV FUN音樂(2月23日)～(2月25日)
- 日韓音樂瘋(3月6日)
- 快樂有go正(3月7日)
- 大學生了沒(3月11日)
- 我猜我猜我猜猜猜(3月14日)
- POWER星期天(3月29日)

#### 廣播
- 娛樂E世代(2009年1月20日)
- HIT DJ(2009年2月8日)
- 夜光家族(2009年2月12日)
- ptt radio(2009年3月3日)